# فرواسه (له نوویل-له-بره)
فرواسه (به فرانسوی: Froissy) یک روستا در فرانسه است که در له نوویی-له-بره در بخش پرون دپارتمان  سم واقع شده‌است. فرواسه ۸۰ متر بالاتر از سطح دریا واقع شده‌است.